# Giovanni Filippo Antonio San Martino
Giovanni Filippo Antonio San Martino (Castelnuovo Nigra, 18 agosto 1711 – Magliano Alfieri, 7 giugno 1761) è stato un vescovo cattolico italiano.
È stato vescovo di Asti tra il 1757 ed il 1761.

## Biografia
Nato dai conti di San Martino di Castelnuovo nei pressi di Ivrea, Giovanni Filippo divenne arciprete della cattedrale di Mondovì.
Venne designato vescovo di Asti, con il benestare di Carlo Emanuele III di Savoia, da papa Benedetto XIV il 18 luglio 1757 e consacrato pochi giorni dopo.
Il 25 maggio 1760 cominciò il suo viaggio pastorale, ma la sua cagionevole salute fece sì che il 2 giugno 1761 presso Magliano Alfieri si ammalasse e perisse il 7 giugno.
Venne indicato come benefattore e promotore dei gesuiti.

## Genealogia episcopale
La genealogia episcopale è:
- Cardinale Scipione Rebiba
- Cardinale Giulio Antonio Santori
- Cardinale Girolamo Bernerio, O.P.
- Arcivescovo Galeazzo Sanvitale
- Cardinale Ludovico Ludovisi
- Cardinale Luigi Caetani
- Cardinale Ulderico Carpegna
- Cardinale Paluzzo Paluzzi Altieri degli Albertoni
- Papa Benedetto XIII
- Cardinale Carlo Alberto Guidobono Cavalchini
- Vescovo Giovanni Filippo Antonio San Martino